# Roberts Massif
Il Roberts Massif, (in lingua inglese: Massiccio Roberts), è un importante massiccio montuoso antartico, per lo più privo di neve, situato alla testa del Ghiacciaio Shackleton, nei Monti della Regina Maud, in Antartide.
Il massiccio si innalza fino a 2.700 m e si estende su di un'area di 160 km2.
Fu ispezionato dal gruppo sud della New Zealand Geological Survey Antarctic Expedition del 1961–62, che ne assegnò la denominazione in onore di Athol Renouf Roberts (1911–1981), responsabile della Base Scott nel 1961-62.